# Angustopila
Angustopila ist eine Gattung der Hypselostomatidae aus der Unterordnung der Landlungenschnecken (Stylommatophora). Die 2015 beschriebene Art Angustopila dominikae gilt als die (derzeit) kleinste Landlungenschnecke.

## Merkmale
Die Arten der Gattung Angustopila haben sehr kleine, konische Gehäuse, die von 0,86 mm Höhe bis wenige Millimeter reichen. Es sind bis etwa fünf gewölbte oder leicht geschulterte Windungen vorhanden, die regelmäßig zunehmen. Die Windungen sind durch eine tiefe Naht voneinander abgesetzt. Die letzte Windung kann sich etwas von der vorletzten Windung lösen. Der Protoconch kann leicht in die zwei Windung eingesenkt sein. Die Mündung kann sich an den vorletzten Umgang anlegen oder auch (teilweise) abgelöst sein. In der Mündung sind ein oder zwei Zähne vorhanden, ein oberer parietaler Zahn und ein gegenüber stehender palataler Zahn. Der Mündungsrand ist leicht zurückgebogen. 
Sie sind, abgesehen von feinen Anwachsstreifen, fast glatt. Der Protoconch weist spirale und radiale Linien, die ein retikulates Muster ergeben. 

### Ähnliche Gattungen
Die Gehäuse von Angustopila unterscheiden sich von Tonkinospira durch die kleineren Maße und die mehr konische Form und den leicht nach außen gebogenen Mündungsrand. Außerdem sind bei Angustopila stets ein oder zwei Mündungszähne vorhanden. Die Gattung Acinolaemus hat gewöhnlich mehr Mündungszähne und ein turbanförmiges Gehäuse. Die Gattung Krobylos ist durch Gehäuse mit gekanteten Windungen und zahnlose Mündungen gekennzeichnet. Außerdem fehlen die spiraligen Linien auf der Oberfläche der Gehäuse, und die Mündung legt sich an die vorletzte Windung an.

## Geographische Verbreitung und Lebensraum
Die Arten der Gattung Angustopila sind in Thailand, Malaysia und Südchina beheimatet.

## Taxonomie
Das Taxon wurde 2014 durch Adrienne Jochum, Rajko Slapnik & Barna Páll-Gergely aufgestellt. Die Autoren bestimmten die bereits 1999 von Panha & Burch aufgestellte Art Systenostoma tamlod zur Typusart. Der Name ist eine Kombination der lateinischen Wörter angustus = eng, und pila = Pfeiler; das Geschlecht ist feminin. Derzeit werden folgende Arten zur Gattung Angustopila gestellt:
- Gattung Angustopila Jochum, Slapnik & Páll-Gergely, 2014
  - Angustopila concava (Thompson & Upatham, 1997)
  - Angustopila dominikae Páll-Gergely & Hunyadi, 2015
  - Angustopila elevata (Thompson & Upatham, 1997)
  - Angustopila huoyani Jochum, Slapnik & Páll-Gergely, 2014
  - Angustopila fabella Páll-Gergely & Hunyadi, 2015
  - Angustopila subelevata Páll-Gergely & Hunyadi, 2015
  - Angustopila szekeresi Páll-Gergely & Hunyadi, 2015
  - Angustopila tamlod (Panha & Burch, 1999)